# Business process improvement
Il Business Process Improvement (BPI) è un approccio sistematico all'organizzazione aziendale per l'ottimizzazione dei processi il cui fine ultimo è il raggiungimento di risultati di efficienza migliori. Grazie all'adozione del BPI è possibile ridurre costi e tempi nel life cycle aziendale del 90% circa, migliorando la qualità oltre il 60%.
Questa metodologia è stata descritta per la prima volta da H. James Harrington nel suo Business Process Improvement del 1991; su di essa sono basate le metodologie di Process Redesign e reingegnerizzazione dei processi aziendali (Business Process Reengineering).
Il miglioramento dei processi è un importante aspetto dello sviluppo organizzativo, processo in cui un responsabile individua e persegue delle attività volte a migliorare i processi aziendali per raggiungere nuovi traguardi ed obiettivi, quali l'aumento di profitto e prestazioni o la riduzione dei costi.
Il BPI è quindi un metodo di disegno ed applicazione di cambiamenti di processo nel life cycle di un prodotto o servizio, l'obiettivo finale è quello di soddisfare meglio le esigenze dei clienti o aumentare l'efficienza produttiva.

## Panoramica
L'organizzazione oggetto del BPI può essere un'azienda, un'organizzazione non-profit, un ente governativo o una qualsiasi altra organizzazione. Questa è, infatti, la prima metodologia lontana dai processi produttivi ed incentrata sui processi in quanto servizi. È stata sviluppata da IBM nei primi anni Ottanta come risultato del rilascio delle Corporate Instruction spinte dal presidente John F. Akers, proprio con l'obiettivo di migliorare i processi aziendali paragonandoli ai processi produttivi. Al tempo era richiesto, come risultato accettabile, un Cpk pari a 1,4. Per misurare e raggiungere questo obiettivo erano necessari dei cambiamenti profondi. E proprio per raggiungere questo risultato fu creata la metodologia BPI in IBM. Durante un seminario sulla qualità tenutosi a Boston il 13 marzo 1984, dopo l'implementazione del BPI all'interno di IBM, John Akers ebbe modo di affermare alla platea della American Electronics Association “Our studies show that more than 50 percent of the total cost of billing relates to preventing, catching, or fixing errors” [I nostri studi mostrano che più del 50% del totale dei costi fatturati era impegnato nella prevenzione e nella gestione degli errori di processo].
Va notato che il metodo BPI è focalizzato sul “fare bene le cose” più che sul “fare la giusta cosa”. In sostanza il BPI tenta di ridurre le variazioni e gli sprechi nei processi, così il risultato desiderato può essere raggiunto con un migliore utilizzo delle risorse.
I punti chiave del BPI:
- definizione degli obiettivi e delle finalità (chi siamo, cosa facciamo e perché lo facciamo?)
- definizione ed individuazione dei clienti (chi serviamo?)
- allineamento dei processi di business per realizzare gli obiettivi dell'organizzazione secondo il miglior percorso di efficienza (come possiamo fare meglio?)

L'obiettivo di BPI è applicare un cambiamento radicale nelle performance dell'organizzazione, piuttosto che una serie di modifiche incrementali. Michael Hammer e James Champy hanno reso popolare questo modello radicale nel loro libro Reengineering the Corporation: A Manifesto for Business Revolution (1993). Hammer e Champy sostengono che il metodo non ha lo scopo di introdurre piccole modifiche banali, come la riduzione del 10 o 20 percento dei costi, ma di essere effettivamente rivoluzionario in termini sia di processo che di risultati.
Negli anni Novanta molte aziende interpretarono il termine “reengineering” (ridisegno) come eufemismo di licenziamenti. Altre organizzazioni non furono pronte a cambiamenti radicali nei loro processi e, ottenendo miglioramenti trascurabili, ritennero fallimentare l'adozione del BPI. Molti altri, per contro, trovarono nel BPI uno strumento valido per un cambiamento graduale.

## Ruoli dei dipendenti
Ci sono quattro ruoli all'interno di un sistema di gestione aziendale: Business Leader, Process Owner, Operational Manager, e Process Operator. Le responsabilità di ognuno di questi ruoli sono uniche, ma lavorano insieme come un unico sistema. In un'organizzazione alcuni dipendenti possono eseguire fino a tutti e quattro questi ruoli nel corso di una giornata, settimana, mese o anno. Le responsabilità dei ruoli seguono tutti il ciclo PDCA (plan, do, act, check).

### Business leaders
I Business leaders hanno la responsabilità di creare il business plan (incluso il piano strategico creato durante il processo di pianificazione strategica) e di pianificare le risorse necessarie per raggiungere il successo aziendale.
I Senior leaders (aziendali) hanno il compito di definire il target e gli obiettivi del business che l'organizzazione deve avere per raggiungere il successo. Questo processo include la supervisione dello sviluppo della missione aziendale, della visione e dei values dell'organizzazione.
I leader di livelli minori (unità business e funzionali) ottengono il compito di tradurre gli obiettivi business dei senior leader in obiettivi business che hanno un senso per il loro livello e che supportano la realizzazione degli obiettivi business dei senior leaders.
Plan: i business leaders creano e fanno propri gli obiettivi business di performance dell'organizzazione. I senior leaders hanno prima bisogno di capire le esigenze dei loro clienti, azionisti, dipendenti, fornitori e community. Hanno bisogno di capire la loro concorrenza. Hanno bisogno di capire l'ambiente in generale e l'ambiente economico, tecnologico, sociale, legale e politico in cui fanno business. I senior leaders hanno bisogno di considerare ognuno di questi elementi quando progettano il modello di business e la business strategy map che dovranno incontrare i bisogni dei clienti e del business. I Business Leaders poi traducono questi bisogni e i problemi di sviluppo business in obiettivi di performance aziendali. I Business Leaders poi creano business plans e piani di risorse associate che concorreranno al raggiungimento degli obiettivi aziendali. I Business Leaders stabiliscono le metriche di performance aziendali per misurare la capacità del business di soddisfare questi obiettivi business. Numerose organizzazioni creano una scheda di valutazione per organizzare e comunicare le metriche di performance business.
Do: i business leaders sono responsabili di comunicare all'organizzazione i loro piani di business. Così come l'organizzazione conduce gli affari, i Business Leaders sono responsabili di costruire ponti e rimuovere le barriere che consentiranno il raggiungimento degli obiettivi di performance business. I dati metrici di performance aziendali sono prodotti e raccolti in base a come l'attività viene eseguita dall'organizzazione.
Check: i business leaders analizzano periodicamente i dati relativi ai risultati business e li usano per valutare la capacità aziendale di raggiungere gli obiettivi nel corso del tempo (performance trends), confrontare le prestazioni effettive rispetto agli obiettivi di performance e individuare i problemi di performance.
Act: i business leaders sono responsabili di creare azioni di miglioramento per affrontare i problemi di performance che vengono identificati durante l'analisi dei dati relativi alle prestazioni di business. Queste azioni di miglioramento sono create per assicurare che l'organizzazione sia capace di realizzare i propri business plans.

### Process owner
Il process owner è la persona che è responsabile di progettare i processi necessari al raggiungimento degli obiettivi dei piani di business creati dal Business Leaders. Owner (che non ha nulla a che vedere con la proprietà) è il detentore del processo. Il process owner è responsabile della creazione, dell'aggiornamento e dell'approvazione dei documenti (procedure, istruzioni di lavoro/protocolli) per supportare il processo. Molti process owners sono supportati da un team di sviluppo di processo. Il process owner usa questo team come un meccanismo per aiutare a creare un processo di elevata performance. Il process owner è l'unica persona che ha l'autorità di fare cambiamenti nei processi e gestire l'intero ciclo di miglioramento dei processi al fine di garantire l'efficacia delle prestazioni. Questa persona è la persona di contatto per tutte le informazioni relative al processo.
Plan:il process owners crea e fa propri gli obiettivi di performance dei processi dell'organizzazione. Il process owner per prima cosa ha bisogno di capire per il processo le esigenze esterne ed interne del cliente. Questa persona utilizza i business plans come una fonte per aiutare a capire i bisogni del consumatore e del business nel lungo e nel breve periodo. Questa figura poi traduce questi bisogni in un processo di obiettivi di performance e definisce le specifiche di prodotto (inclusi i servizi). Questa persona stabilisce le metriche di performance aziendali per misurare la capacità del business di soddisfare questi obiettivi business. Il set di parametri che devono essere riesaminati da manager operativi e operatori di processo sono chiamatiKPI). Il process owner poi progetta i passaggi per descrivere il lavoro che, quando sarà eseguito, avrà la capacità di produrre prodotti capaci di soddisfare le esigenze dei clienti e dell'azienda.
Do: il process owner è responsabile di comunicare all'operational manager i dettagli dei processi che gli operational manager sono responsabili di eseguire. Così come gli operational manager e i process operator svolgono i processi, il process owner è responsabile di costruire ponti e rimuovere le barriere che consentiranno il raggiungimento degli obiettivi di performance business. I dati metrici di performance aziendali sono prodotti e raccolti in base a come l'attività viene eseguita dagli operatori del processo. Il process owner è continuamente coinvolto con i responsabili operativi e operatori di processo ad usare kaizen per migliorare continuamente il processo in cui espletano il lavoro.
Check: il Process Owner analizza periodicamente i dati di performance aziendali e li usa per visualizzare la capacità del processo per funzionare entro limiti di controllo nel tempo (performance trends), confrontare le prestazioni effettive rispetto agli obiettivi di performance e individuare i problemi di prestazioni.
Act: il Process Owner è responsabile della creazione di azioni di miglioramento per affrontare i problemi di performance che vengono identificati durante l'analisi dei dati relativi alle prestazioni di business. Le azioni di miglioramento possono includere l'iniziazione del Lean projects per ridurre i rifiuti dal processo o includere l'apertura dei progetti six sigma ridurre la variazione nel processo. Le azioni di miglioramento possono includere l'uso di strumenti di problem solving tools che dovrebbe includere la valutazione dei rischi e la root cause analysis. La valutazione del rischio viene utilizzato per identificare e ridurre, eliminare o ridurre i rischi all'interno del processo. Questo è un approccio proattivo per evitare che i problemi siano creati dal processo. L'analisi root-cause è il modo reattivo di rispondere ai problemi che si verificano nel processo. L'analisi root-cause è usata per identificare le cause dei problemi all'interno del processo e implementare le azioni di miglioramento che assicureranno che questi problemi non si ripresenteranno nuovamente.

### Operational manager
L'operational Manager è responsabile di portare insieme le risorse e i processi volti al raggiungimento degli obiettivi dei business plans creati dai business leaders.
Plan: l'operational manager - in collaborazione con ogni Process Operator, creano gli obiettivi di performance per i dipendenti che supervisionano. L'Operational Manager ha bisogno di capire i requisiti di performance del processo. Loro accoppiano i dipendenti (Process Operators) con i requisiti e le capacità del processo che devono essere eseguiti. Si assicurano che il Process Operators abbia disponibilità di budget, strumenti e tecnologia necessaria per raggiungere gli obiettivi di performance dei processi.
Do: l'operational manager è responsabile di insegnare agli operatori di processo come eseguire i processi (lavoro). L'istruzione dell'Operatore di Processo generalmente avviene con un training in classe e sul campo. L'Operational Manager sovrintende il lavoro e assicura che gli Operatori di Processo ricevano ongoing valutazioni informali per le loro prestazioni. Così come gli Operatori di Processo eseguono i processi, gli Operational Manager sono responsabili di costruire ponti e rimuovere le barriere che permetteranno il raggiungimento degli obiettivi di processo degli Operatori di Processo.  I dati metrici di performance aziendali di Processo e dell'Operatore di Processo sono prodotti e raccolti in base a come l'attività viene eseguita dagli operatori del processo. L'Operational Manager assicura che gli Operatori di Processo stiano usando Kaizen per migliorare continuamente il processo così come eseguano il lavoro.
Check: l'Operational Manager analizza periodicamente gli indicatori chiave di performance (KPIs) durante il ciclo di produzione per valutare la capacità del lavoro di gruppo di raggiungere gli obiettivi di performance del processo e degli operatori di processo. Questo dato è usato per visualizzare la capacità di raggiungere nel tempo gli obiettivi del business plan (performance trends), confrontare le prestazioni effettive rispetto agli obiettivi di performance e individuare i problemi di prestazioni. Rivedono questi dati di performance e risolvono eventuali problemi di performance degli operatori di processo. Molte organizzazioni utilizzano un concetto war room per pubblicare i dati sulle prestazioni.  All'interno della war room, l'Operational Manager effettua la revisione periodica e l'analisi di questi dati di performance.
Act: l'Operational Manager è responsabile di creare azioni di miglioramento per risolvere i problemi di prestazioni che vengono identificati durante la loro analisi del processo e dei dati di performance Operatore di processo. Indirizzano le performance dell'Operatore di Processo con feedback ongoing e/o utilizzando un processo di revisione della gestione delle prestazioni dei dipendenti. Comunicano i problemi di performance del processo all'Operatore(i) di Processo e al Process Owner.

### Process Operator
Il Process Operator è responsabile di imparare ed eseguire i processi (lavoro) necessari al raggiungimento degli obiettivi dei business plans creati dai Business Leaders.
Plan: il Process Operator - in collaborazione con il suo Operational Manager, crea and fa propri i suoi obiettivi di performance. I Process Operators sono responsabili di capire gli obiettivi di performance dei processi che devono eseguire e le specifiche di prodotto che devono produrre.
Do: i Process operators sono responsabili di apprendere i processi (lavoro) che devono eseguire. Assicurano che i processi siano eseguiti per soddisfare gli obiettivi di performance e produrre prodotti in grado di soddisfare le specifiche. Così come i Process Operators eseguono i processi, i Process Operators sono responsabili di comunicare al proprio Operational Manager (supervisor) i ponti che devono essere costruiti e le barriere che devono essere rimosse per permettere l'incontro dei processi con gli obiettivi di performance del Process Operatort. I dati metrici di performance aziendali di Processo e dell'Operatore di Processo sono prodotti e raccolti in base a come l'attività viene eseguita dagli operatori del processo.
Check: il Process Operator rivede periodicamente i KPI. Il Process Operator consente di regolare il proprio lavoro in base al rendimento effettivo calcolato sugli obiettivi KPI. Il Process Operator è responsabile di identificare e segnalare eventuali problemi di performance e di fermare la produzione se necessario.
Act: il Process Operators usa kaizen per sfidare continuamente il processo e comunicare proposte di miglioramento al proprio Operational Manager (supervisor).

## Considerazioni principali
Processi devono allinearsi agli obiettivi di business: gli obiettivi strategici dell'organizzazione dovrebbero già fornire la direzione chiave qualsiasi esercizio della BPI. Questo adeguamento può essere determinato da programmi di marketing integrativi come la scheda di valutazione. Ad esempio, disegnando un six sigma, l'individuazione dei progetti può essere fatta sulla base di come questi si inseriscono nella scheda di valutazione dell'organizzazione.
Attenzione alle esigenze dei clienti: i mutevoli cambiamenti nei bisogni dei clienti (chiunque essi siano) sottolineano l'importanza di adeguare velocemente i processi di business per ottenere una migliore soddisfazione del cliente. È imperativo, infatti, che in ogni BPI si ponga la giusta attenzione alla “voce del cliente”.
Importanza di un indice di misurazione: un processo di BPI pone molta enfasi sui "risultati misurabili" e di conseguenza, il riferimento con cui definire un indice di misurazione assume un ruolo importante.
Individuare un process owner: per qualsiasi processo che può essere controllato è essenziale identificare un process owner, un responsabile, e quali sono i parametri per stabilire un successo o fallimento del processo. Questi livelli di successo / insuccesso possono essere anche utili a definire dei "limiti di controllo" in cui verificare il raggiungimento, o il mancato raggiungimento, degli obiettivi desiderati.